# فهرست دورترین نقاط فنلاند
این فهرستی از دورترین نقاط فنلاند است، نقاطی که در شمال، جنوب، شرق یا غرب از هر مکان دیگری دورتر هستند.
- شمالی‌ترین نقطه — نورگام، اوتسیوکی ،لاپلند (فنلاند) دردورترین نقطه در اتحادیه اروپا

- جنوبی‌ترین نقطه — بوکسار در شهرداری کوکار، جزایر الند در ۵۹°۳۰′۱۸″ شمالی ۲۰°۲۰′۵۲″ شرقی / ۵۹٫۵۰۵۰۰°شمالی ۲۰٫۳۴۷۷۸°شرقی

مسکونی: اوتو
- جنوبی‌ترین نقطه، سرزمین اصلی — تولینایمی، هانکو در ۵۹°۴۸′۲۸٫۷۴″ شمالی ۲۲°۵۴′۴۷٫۲۲″ شرقی / ۵۹٫۸۰۷۹۸۳۳°شمالی ۲۲٫۹۱۳۱۱۶۷°شرقی

- غربی‌ترین نقطه — مرکت، هامارلند، جزایر الند در ۶۰°۱۸′۰۳″ شمالی ۱۹°۰۷′۵۴″ شرقی / ۶۰٫۳۰۰۸۳°شمالی ۱۹٫۱۳۱۶۷°شرقی

مسکونی: وسترو، اکرو ۶۰°۱۴′۲۵″شمالی ۱۹°۲۸′۲۸″شرقی / ۶۰٫۲۴۰۴°شمالی ۱۹٫۴۷۴۴°شرقی
ساینینسار، این مکان تا دهه ۱۹۵۰ به‌طور دائم مسکونی بود، اما اکنون فقط یک ایستگاه تماشای پرندگان وجود دارد.
- غربی‌ترین نقطه، سرزمین اصلی— تل‌سنگ سه-کشور، اینونتکیو در لاپلند در ۶۹°۰۳′۳۶″ شمالی ۲۰°۳۲′۵۲″ شرقی / ۶۹٫۰۶۰۰۰°شمالی ۲۰٫۵۴۷۷۸°شرقی

- شرقی‌ترین نقطه — ویرمایروی، ایلومانتسی در ۶۲°۵۴′۳۰″ شمالی ۳۱°۳۵′۱۲″ شرقی / ۶۲٫۹۰۸۳۳°شمالی ۳۱٫۵۸۶۶۷°شرقی

مسکونی: موهکو در (۶۲°۳۸′۲۵″ شمالی ۳۱°۱۷′۴″ شرقی / ۶۲٫۶۴۰۲۸°شمالی ۳۱٫۲۸۴۴۴°شرقی). هاتووارا در (۶۲°۵۵′۵۶″ شمالی ۳۱°۱۶′۵۷″ شرقی / ۶۲٫۹۳۲۲۲°شمالی ۳۱٫۲۸۲۵۰°شرقی) گاهی اوقات نیز ذکر شده‌است. / همچنین یک پناهگاه عمومی در لاکنکاگاس در شرق آن وجود دارد.

## حمل و نقل
فقط شامل حمل و نقل عمومی می‌شود.

### فرودگاه
- شمالی‌ترین: فرودگاه ایوالو
- جنوبی‌ترین: فرودگاه ماریاهام
- غربی‌ترین: فرودگاه ماریاهام
- شرقی‌ترین: فرودگاه یوئنسو

### ایستگاه قطار
شمالی‌ترین: ایستگاه راه‌آهن کولاری
جنوبی‌ترین: ایستگاه راه‌آهن هانکو
غربی‌ترین: ایستگاه راه‌آهن واسا
شرقی‌ترین: ایستگاه راه‌آهن اورماهاریو

## ارتفاع

### بالاترین
هالتی، شهرداری اینونتکیو، ۱۳۲۳٬۶ متر در ۶۹°۱۸′۳۰″ شمالی ۲۱°۱۵′۵۰″ شرقی / ۶۹٫۳۰۸۳۳°شمالی ۲۱٫۲۶۳۸۹°شرقی، با این حال، نقطه مرتفع هالتی در مرز با نروژ، بر روی تپه ای از یک قله جانبی که متعلق به نروژ است، قرار دارد. قله اصلی نیز متعلق به نروژ است. مرتفع‌ترین به‌طور کامل در فنلاند ریدنیتسوکا است.

### پایین‌ترین
سطح دریا، دریای بالتیک.
پایین‌ترین معدن: معدن پوهه‌یروی، شهرداری پوهه‌یروی ۱۴۴۴ متر زیر زمین.